# Tên tôi là Loh Kiwan
Tên tôi là Loh Kiwan ( tiếng Hàn: 로기완) là một bộ phim chính kịch Hàn Quốc năm 2024 do Kim Hee-jin viết kịch bản và đạo diễn với sự tham gia của Song Jong-ki và Choi Sung-eun. Dựa trên cuốn tiểu thuyết I Met Loh Kiwan năm 2019 của tác giả Cho Hae-jin, kể về một người đào thoát Bắc Triều Tiên một mình đến Bỉ để xin tị nạn. Phim được phát hành trên Netflix ở một số khu vực được chọn vào ngày 1 tháng 3 năm 2024.

## Diễn viên
- Song Jong-ki vai Loh Kiwan, người đào thoát từ Bắc Triều Tiên.[3]
- Choi Sung-eun vai Marie Lee, cựu vận động viên bắn súng.[3]
- Kim Sung-ryung vai Ok-hee, mẹ của Kiwan.[4]
- Seo Hyun-woo vai Ri Eun-cheol, chú ngoại của Loh Kiwan[3]
- Lee Sang-hee trong vai Seon-ju, một người nhập cư gốc Hàn mà Ki-wan gặp tại một nhà máy ở Bỉ.[3]
- Jo Han-chul vai Lee Youn-sung, bố của Marie.[3]
- Lee Il-hwa vai Jeong-ju, mẹ của Marie.[4]
- Waël Sersoub trong vai Cyril, chủ quán bar ở Bỉ.[5]